# Adley Rutschman
Adley Stan Rutschman (Portland, 6 februari 1998) is een Amerikaans professioneel honkbalspeler die speelt voor de Baltimore Orioles in de Major League Baseball. Hij speelt als catcher.

## Amateur Carrière
Rutschman speelde drie jaar, van 2017 tot en met 2019, op college niveau voor de Oregon State Beavers. Met de Beavers won hij in 2018 de College World Series. Hij sloeg een recordaantal van 17 honkslagen tijdens de College World Series. Hij werd vanwege zijn prestaties verkozen tot College World Series Most Outstanding Player. Daarnaast won hij in 2019 de Golden Spikes Award.

## Professionele Carrière

### Draft &Minor League
Rutschman werd in de Major League Baseball-draft van 2019 in de eerste ronde als eerste gekozen, door de Baltimore Orioles. HIj tekende een contract met een tekenbonus van $8.1 miljoen. Op het moment van tekenen was dit de hoogste tekenbonus voor een speler uit de draft in de geschiedenis van de MLB-draft.

### Baltimore Orioles (2022-heden)
Op 21 mei 2022 maakte Rutschman zijn debuut voor de Baltimore Orioles in een wedstrijd tegen de Tampa Bay Rays. In zijn eerste slagbeurt ging hij met 3 slag uit, maar in zijn tweede slagbeurt sloeg hij een driehonkslag. Daarmee was hij pas de derde catcher in de geschiedenis van de Orioles wiens eerste honkslag een driehonkslag was.